# 万歩書店
 有限会社 万歩書店 （まんぽしょてん）は、岡山県岡山市に本社を置く、古本などを取り扱う書店である。郊外型古書店「万歩書店」を展開する。
フロアサイズの広さ、種々なジャンルごとに整理した在庫の量の多さ、郊外型古書店にしては珍しい古書（古い本）の多さを特徴とする。広さ230坪・在庫50万点（2015年1月時点）の「万歩書店本店」は、「日本最大の古書店」とされ、全国の古書好きが訪れている。

## 沿革
- 1984年 - 創業者夫妻が漫画専門店として個人創業。のちに「万歩書店」に。
- 1988年 - 9月、有限会社万歩書店として法人化。

## 店舗

### 万歩書店
岡山市
本店 - 岡山市北区久米415-1
万歩エンタメ館 - 岡山市北区久米415-1 - 2014年オープン
津山市
津山店 - 津山市小田中1857-1 - 1999年オープン
中之町店 - 津山市中之町35 - 2003年オープン

### しゃぶしゃぶ温野菜
岡山市
岡山駅前店（フランチャイズ） - 岡山市北区錦町6-17-3F

### かつて存在した店舗
岡山市
リサイクルステップ21店 - 岡山市北区久米415-1 - 中古家具、家電などを取り扱っていたリサイクルショップ。
奥田店 - 岡山市北区奥田2-9-30
東岡山店 - 岡山市中区長岡469-1
平井店 - 岡山市中区平井5-8-39
平島店 - 岡山市東区東平島1665
倉敷市
倉敷店 - 倉敷市四十瀬231-8 - 1993年オープン。2018年11月30日閉店。
総社市
総社店 - 総社市井手924-5 - 1996年オープン。 2017年11月30日閉店。
美作市
美作店 - 美作市豊国原175-9 - 2009年オープン。2017年3月31日閉店。